# 이란학
이란학(Iranian studies, 페르시아어: ايران‌しناسی Īrānšenāsī)은 이란족의 문명, 역사, 문학, 예술 및 문화에 대한 연구와 연구를 다루는 학제간 분야이다. 이는 동양학이라는 더 넓은 분야의 일부이다.
이란 연구는 특히 현대 페르시아 언어와 문학을 연구하는 페르시아 연구보다 더 광범위하고 구별된다. 이란 연구 분야는 페르시아인뿐만 아니라 쿠르드족, 루르인, 길라키스족, 탈리시족, 타지크인, 파슈툰인, 오세트인, 발루치족, 스키타이족, 사르마티아인, 알란인, 파르티아족, 소그디아족, 박트리아족, 콰라즈미안족, 마잔다라니족과 같은 다양한 현대 및 역사적 이란 민족의 문화, 역사, 언어 및 기타 측면의 광범위한 경향에 중점을 둔다.

## 같이 보기
- 이란어군
- 이란의 문화
- 페르시아 문학
- 아시리아학
- 이집트학

### Library guides
- “Guide to Sources on Iran: Bibliography”. British Library. 2018년 7월 9일에 원본 문서에서 보존된 문서. 2024년 6월 5일에 확인함.
- University Library. “Middle East Studies and Research: Iran”. 《Course & Subject Guides》. USA: University of Pittsburgh. 2020년 1월 20일에 원본 문서에서 보존된 문서. 2017년 2월 5일에 확인함.
- Library. “Iranian Studies”. 《Guides》. Canada: McGill University.